# 八幡 (君津市)
八幡（やわた）は、千葉県君津市の地名。丁番を持たない単独町名で、郵便番号は299-1134。

## 地理
市内北西部の小糸川下流左岸に位置する。地内は道路沿いにわずかに集落が存在するほかは水田が広がっている。
北で杢師、東で外箕輪・常代、南で杉谷、南から西にかけて貞元とそれぞれ接する（いずれも君津市）。

### 河川
- 小糸川

## 歴史

### 沿革
- 江戸時代 - 周淮郡八幡村成立。飯野藩と旗本青木氏の相給。
- 1873年（明治6年） - 八幡村、千葉県に所属。
- 1889年（明治22年）4月1日 - 町村制施行により周淮郡貞元村（2代目）大字八幡となる。
- 1897年（明治30年）4月1日 - 貞元村、郡統合により君津郡所属となる。
- 1954年（昭和29年）3月31日 - 貞元村と君津町（初代）・周南村が合併し君津郡君津町（2代目）が成立、同町の大字となる。
- 1971年（昭和46年）9月1日 - 君津町が市制施行し、君津市となる。
- 1973年（昭和48年）7月11日 - 杢師との間に君津新橋が開通[4]。

## 世帯数と人口
2017年（平成29年）10月31日現在の世帯数と人口は以下の通りである。
| 大字 | 世帯数 | 人口  |
| ---- | ------ | ----- |
| 八幡 | 42世帯 | 115人 |

## 小・中学校の学区
市立小・中学校に通う場合、学区は以下の通りとなる。
| 番地 | 小学校             | 中学校             |
| ---- | ------------------ | ------------------ |
| 全域 | 君津市立貞元小学校 | 君津市立君津中学校 |

## 交通
地内を通る鉄道路線はない。最寄駅は内房線君津駅。

### バス
- 君津市コミュニティバス
  - 小糸川循環線 君津グラウンドゴルフ場 - 常代5丁目 - 新御堂入口 - 君津駅南口 - 君津市役所 - 君津バスターミナル - 常代5丁目 - 君津グラウンドゴルフ場（循環ルート）

## 施設
- 君津新橋
- メディケアー君津
- 八幡公民館